# 1923 no cinema

## Eventos
- 1 de janeiro - Início da publicação do Jornal dos Cinemas em Portugal.[1]
- 12 de março - O inventor, Lee De Forest, demonstra Phonofilm, o primeiro filme capaz de gravar música.
- 16 de outubro - fundação da The Walt Disney Company

## Principais filmes produzidos
- Augusto Aníbal Quer Casar, de Luiz de Barros, com Augusto Aníbal

## Nascimentos
| Data           | Nome             | Profissão                                             | Nacionalidade  | Observações | Ref |
| -------------- | ---------------- | ----------------------------------------------------- | -------------- | ----------- | --- |
| 1 de janeiro   | Ousmane Sembène  | cineasta                                              | Senegal        | m. 2007     |     |
| 31 de janeiro  | Joanne Dru       | atriz                                                 | Estados Unidos | m. 1996     |     |
| 4 de fevereiro | Conrad Bain      | ator                                                  | Canadá         | m. 2013     |     |
| 5 de abril     | Michael V. Gazzo | ator                                                  | Estados Unidos | m. 1995     |     |
| 13 de abril    | Don Adams        | ator                                                  | Estados Unidos | m. 2005     |     |
| 26 de maio     | Ayres Campos     | cantor, empresário, ator de rádio, cinema e televisão | Brasil         | m. 2003     |     |
| 10 de agosto   | Rhonda Fleming   | atriz                                                 | Estados Unidos |             |     |
| 2 de setembro  | Ramón Valdés     | ator e comediante                                     | México         | m 1988      |     |
| 25 de setembro | Ida Gomes        | atriz                                                 | Polónia        | m. 2009     |     |
| 10 de dezembro | Harold Gould     | ator                                                  | Estados Unidos | m. 2010     |     |
| ??             | Vanda Lacerda    | atriz de teatro, cinema e televisão                   | Brasil         | m. 2001     |     |

## Mortes
| Data | Nome | Profissão | Nacionalidade | Observações | Ref |
| ---- | ---- | --------- | ------------- | ----------- | --- |